# En directo (álbum de Leño)
En directo es el título del primer álbum en vivo del grupo Leño publicado en 1981 por el sello Chapa/Zafiro. La grabación fue realizada por la unidad móvil Sonora-Kirios, en la sala Carolina de Madrid, los días 25, 26 y 27 de marzo de 1981; las mezclas se hicieron en Kirios de Madrid.

## Temas
1. "¡Sí señor, sí señor!" (R. Mercado; R. Pena; A. Urbano). 3:20
2. "Cucarachas" (R. Mercado; M. F. de Andrés; R. Pena; A. Urbano) 4:30.
3. "Todo es más sencillo" (R. Mercado; R. Pena; A. Urbano; M. A. Campos) 4:32.
4. "El tren" (R. Mercado; J.C. Molina) 5.46.
5. "Mientras tanto" (R. Mercado; R. Pena; A. Urbano; M. A. Campos) 3:15.
6. "Entre las cejas" (R. Mercado; R. Pena; A. Urbano; M. A. Campos) 4:00.
7. "La noche de que te hablé" (R. Mercado; R. Pena; A. Urbano) 2:43.
8. "Maneras de vivir" (R. Mercado; R. Pena; A. Urbano; M. A. Campos) 4:16.
9. "El oportunista" (R. Mercado; I. Mariscal; R. Pena) 4:42.

## Músicos
- Rosendo Mercado: guitarra y voz.
- Ramiro Penas: batería y coros.
- Tony Urbano: bajo y coros.

### Colaboradores
- Teddy Bautista: teclados.
- Manolo Morales: saxo.
- Luz Casal, Jaime Asúa: coros.

- Datos: Q5831979